# Caroline Massin

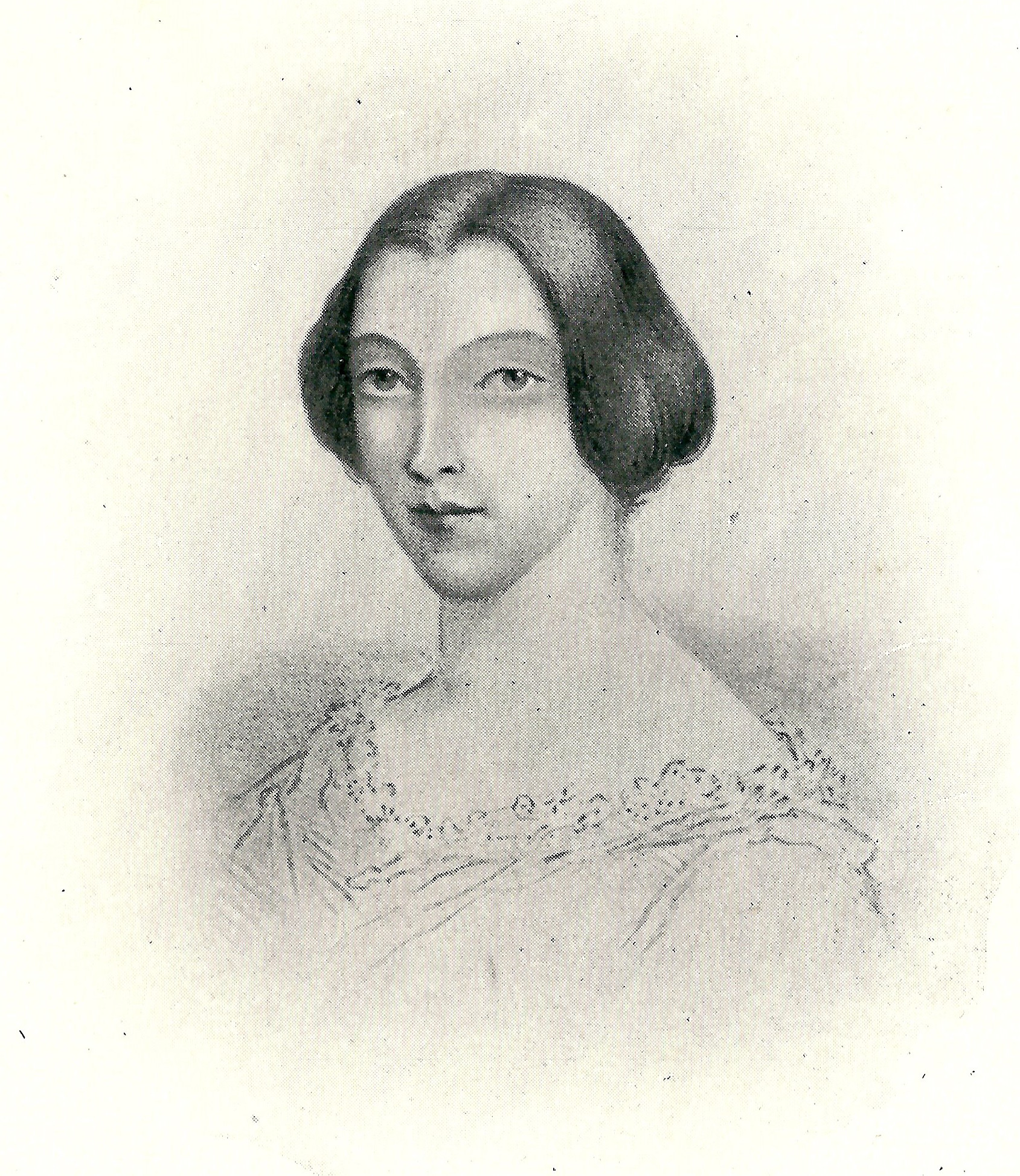
Anne Caroline Massin (1802–1877)

Anne Caroline Massin (* 2. Juli 1802 in Châtillon-sur-Seine; † 27. Januar 1877 in Paris) lebte als Schneiderin, Besitzerin eines Lesesaals und Gouvernante in Paris. Von 1824 bis 1842 war sie mit dem Mathematiker und Philosophen Auguste Comte verheiratet.

## Leben
Als uneheliche Tochter der französischen Schauspieler Louis Hilaire Massin und Marie Anne Justine Baudelot am 2. Juli 1802 geboren, wuchs Caroline Massin bei ihrer Großmutter mütterlicherseits in Paris auf. Als ihr Großvater, Estienne Baudelot, ein Schneider, im Jahre 1813 starb und die Großmutter, Louise Marguerite geb. Lefebvre nicht mehr in der Lage war, sie zu unterstützen, kehrte Massin zu ihrer Mutter zurück. Den Aufzeichnungen von Auguste Comte zufolge „verkaufte“ Anne Badelot ihre Tochter einige Jahre später an den Pariser Anwalt Antoine Cerclet. Als Cerclet Massin verließ, begann sie ihren Lebensunterhalt als Prostituierte zu verdienen. Andere Quellen sprechen davon, sie sei „diplomirte Buchhändlerin“ gewesen.:34
Caroline Massin und Auguste Comte lernten sich 1821 kennen und lebten einige Monate zusammen, bis Antoine Cerclet zurückkehrte und die Beziehung beendete. Zwei Jahre später trafen sich die beiden in einem Lesesaal („cabinet de lecture“) wieder, den Cerclet für Massin gekauft hatte.
Im Juli 1824 wurde Massin in einem Restaurant, in dem sie mit Comte zu Mittag aß, von einem Polizisten erkannt und mitgenommen. Sie hatte es versäumt, sich zur Hygienekontrolle zu melden, wie es für Prostituierte vorgeschrieben war. Comte heiratete Massin am 19. Februar 1825, um, wie er später selber schrieb, sie vor einer Strafe zu bewahren und ihren Namen von der polizeilichen Liste der Prostituierten zu streichen.
Die Ehe, die von Comte später als unglücklich beschrieben wurde, hielt bis 1842, als sich Massin und Comte endgültig trennten. Comtes Charakter war durchaus als schwierig zu beschreiben. 1826 erkrankte er psychisch und stürzte sich im Wahn in Suizidabsicht zusammen mit seiner Frau ins Wasser. Caroline gelang es mit letzter Kraft, sich und ihren Mann ans Ufer zu retten. Sie ließ ihn danach von dem seinerzeit berühmten Psychiater Jean Étienne Esquirol behandeln, jedoch ohne Erfolg. Daraufhin pflegte Caroline ihn alleine zu Hause, was aufgrund der Gewalttätigkeit Comtes für sie belastend und gefährlich war. Comte unternahm einen weiteren Suizidversuch, als er sich in die Seine stürzte, aber von einem Gardisten gerettet wurde.:35 Stabilisiert durch seine Ehefrau, konnte er wieder wissenschaftlich arbeiten und Vorlesungen halten.
Nach August Comtes Tod klagte Caroline erfolgreich gegen sein Testament, das ihrem Ehevertrag widersprach. Es wurde für nichtig erklärt, und Comtes gesamtes Erbe wurde ihr zugesprochen.:37
Caroline Massin fand nach der Scheidung eine Stelle als Gouvernante. Sie starb 1877 in Paris.

## Kritik an den Aufzeichnungen von Auguste Comte
Die Darstellung von Caroline Massin in der Literatur als Prostituierte und untreue Ehefrau basiert in erster Line auf einem fünfseitigen Zusatz, den Auguste Comte zu seinem Testament geschrieben hat. Es gibt jedoch einige Anzeichen dafür, dass diese Darstellung verfälscht ist.
Auguste Comte empfand seine Beziehung zu Massin in seinem späteren Leben als sehr bitter. Es besteht die Möglichkeit, dass er Massin in einem schlechten Licht darstellte, um zu verhindern, dass sie einen Teil seines Nachlasses erben würde. In einer ausführlichen Analyse des Briefwechsels zwischen Massin und Comte kommt beispielsweise Mary Pickering zu dem Schluss, dass Caroline Massin vermutlich nie als Prostituierte gearbeitet hat und ihren Lebensunterhalt bereits als junge Frau mit der Schneiderei verdiente.